# PIC (画像圧縮)
PIC（ピック）は、日本で使われていた画像圧縮フォーマットの一つ。やなぎさわ考案による可逆圧縮の画像圧縮形式である。
インターネットの普及する以前のパソコン通信上での画像交換に使われていたフォーマットの一つで、シャープのX68000シリーズにおける事実上標準画像フォーマットとして使われていた。パソコン通信で流通した豊富なPIC形式の画像資産により、256色以上の画像フォーマットとしても有力な地位にあり、富士通のFM-TOWNSシリーズでも用いられたり、標準では16色表示のNECのPC-9801シリーズにも減色して表示するローダーが開発されるなど、他の機種でも主に鑑賞用に使われた。
PIC形式は、可逆圧縮で色数は8色からフルカラーまでに対応していたが、実際にはサイズは、512x512以下、色数は15bitのX68000の仕様に合わせた画像が9割以上を占めており、画像ローダ、セーバもその仕様に合わせた物がほとんどだった。それ以上のサイズの画像を表示させる場合は、上下に画像ファイルを分割した2画面PICと呼ばれるものが主に利用されていた（中には上下左右に分割した4画面PICなども存在した）。
横512x縦512、15bitモードでのX68000の画像は、1:1ではなく15:9もしくは3:2のアスペクト比で表示されていたため他機種との画像の交換には様々な問題がつきまとった。
アルゴリズムは、ランレングス法を二次元に拡張したものとWyle符号化の組み合わせであり、いわゆるアニメ絵と言われるものに対しては驚異的な圧縮率を誇る反面、自然画の圧縮率はあまり良くないという特性を持つ。また展開時は色境界線部分が先行して表示されるため、その様子が「稲妻走る」と称されていた。またこの特性を逆手に取って生かしたユニークな作品が多く作成された。

## PIC2
PIC2は、PICを改良したフルカラー向けの可逆圧縮の画像フォーマットである。ハフマン符号化の部分に算術圧縮を導入するなど細かい部分の改良が行われており、またX68000に依存しないフォーマット仕様に改められている。圧縮の特性はPICに近い。しかしながらPIC2の策定はかなり遅れて始まり、確定にも時間がかかったためにPIC2用のローダやセーバなどが作成できず、そのころには既にJPEGがフルカラー用の画像フォーマットとして主流になっていたためにあまり普及しないうちに消えてしまった。